# Hoplobrotula badia
Hoplobrotula badia är en fiskart som beskrevs av Machida, 1990. Hoplobrotula badia ingår i släktet Hoplobrotula och familjen Ophidiidae. Inga underarter finns listade i Catalogue of Life.